# Телєгін Володимир Іванович
Володимир Іванович Телєгін (25 грудня 1913, місто Іркутськ, тепер Російська Федерація — 3 грудня 1969, Іркутська область, тепер Російська Федерація) — радянський діяч, голова колгоспу імені Леніна Зиминського району Іркутської області. Депутат Верховної Ради СРСР 6-го скликання.

## Життєпис
Народився в родині робітника-залізничника. У 1932 році закінчив школу фабрично-заводського учнівства в Іркутську. З 1932 року працював слюсарем механічних майстерень Державного науково-дослідного інституту по золоту і супутникам в Іркутську.
У 1934—1939 роках — студент Сибірського автодорожнього інституту.
У 1939—1941 роках — заступник начальника автотранспортного відділу Іркутського машинобудівного заводу; головний інженер Іркутського міського управління автомобільного транспорту.
З 1941 до 1946 року служив у Червоній армії, учасник радянсько-японської війни.
У 1946—1947 роках — головний інженер ремонтно-прокатної бази в Іркутську.
У 1947—1953 роках — головний механік обласного відділу шосейних доріг по Іркутській області; головний інженер управління Іркутського тракту Гушосдору МВС СРСР.
Член ВКП(б) з 1951 року.
У 1953—1956 роках навчався в аспірантурі при Іркутському сільськогосподарському інституті. У 1956—1957 роках — асистент кафедри сільськогосподарських машин Іркутського сільськогосподарського інституту.
У березні 1957—1958 роках — директор Кимільтейської машинно-тракторної станції (МТС) Зиминського району Іркутської області.
У 1958 — 3 грудня 1969 року — голова колгоспу імені Леніна села Кимільтей Зиминського району Іркутської області.
Помер 3 грудня 1969 року.

## Нагороди та звання
- медаль «За бойові заслуги»
- медаль «За перемогу над Японією»